# ОПОН (Азербайджан)
ОПОН Азербайджана (Отряд полиции особого назначения; первоначально — ОМОН, азерб. Xüsusi təyinatlı polis dəstəsi) — силовая структура, созданная в структуре МВД Азербайджанской ССР в начале 1990-х годов для борьбы в зоне Карабахского конфликта. Первоначальная численность составила 500 человек.

## Ранний этап
В 1990—1991 годах азербайджанский ОМОН использовался в защите азербайджанских сёл и подавлении армянских вооружённых выступлений в Карабахе.
Магомед Асадов (министр внутренних дел Азербайджана), так комментировал итоги операции Кольцо: «Депортировано население около 20 армянских сёл, которые имеют для Армении стратегическое значение… В сёлах, которые мы депортировали, от рук армянских боевиков пало 262, ранено 1000 азербайджанцев. (…) Ныне в Карабахе находятся 5000 советских солдат, мы работаем вместе с ними»
6 июля 1991 года азербайджанский ОМОН приступил к самостоятельной операции (без поддержки подразделений Советской Армии) в Геранбойском (Шаумяновском) районе, но, столкнувшись с ожесточённым сопротивлением, отступил, понеся потери в живой силе.
Первым командиром бакинского ОМОНа был полковник Советской милиции Абил Рзаев, который не смог перенести гибели легендарного сотрудника ОМОН, Национального героя Азербайджана Юрия Ковалёва осенью 1991 года и подал в отставку.
Несколько бойцов ОМОН-ОПОН были представлены к званию Национального героя Азербайджана (Мехти Аббасов, Юрий Ковалёв, Тахир Гасанов, Валех Муслимов, Нофел Гулиев, Эльдар Гасанов, Вугар Гусейнов и другие).

## Поздний этап
После провозглашения независимости Азербайджана отряд был переименован в ОПОН. Должность командира долгое время оставалась не занятой. Основным кандидатом на место командира был легендарный боевой офицер ОПОН, прошедший войну в Афганистане И. Рустамов. Но в феврале 1992 года неожиданно для всех командиром был назначен Ровшан Джавадов, начальник патрульно-постовой службы Лачинского района.
В это же время в ОПОН начали проходить так называемые «кадровые чистки». Стали увольнять грамотных и опытных сотрудников МВД, которые могли задавать неудобные вопросы начальству. Набор же вёлся из числа случайных людей, иногда с криминальным прошлым, особо не проверяя их биографию. С подачи Махира Джавадова основной акцент делался на национальную принадлежность. Под разными предлогами в период с 1992 по 1993 г.г. были уволены около 90 % сотрудников ОПОН славянской национальности.
В июне 1993 года Ровшан Джавадов был повышен в должности до заместителя министра внутренних дел Азербайджана. Командиром ОПОН был назначен Низами Шахмурадов. Однако ОПОНом негласно продолжал лично руководить Ровшан Джавадов и уже к началу марта 1995 года ОПОН стал практически неуправляемым подразделением и полностью вышел из подчинения министерства.
14 марта 1995 года по телевидению был зачитан приказ министра внутренних дел Азербайджана Рамиля Усубова о ликвидации ОПОН.
На следующий день президент Азербайджана Гейдар Алиев своим указом снял Ровшана Джавадова с поста заместителя министра внутренних дел. Командиру ОПОН и его бойцам было приказано к 17 марта сдать всё техническое снаряжение и вооружение, числящееся в отряде. Тогда вечером того же дня Ровшан Джавадов, вместе со своими сторонниками и братом Махиром Джавадовым захватив здание Государственной генеральной прокуратуры, выдвинул требования президенту Азербайджана об отставке генерального прокурора Али Омарова, главы МВД Рамиля Усубова и спикера парламента Расула Гулиева. Также он потребовал созвать срочную сессию Верховного Совета и создать Госсовет.
Сам же Р. Джавадов скрылся на базе ОПОН в жилом массиве «8-й километр» в Баку.
17 марта 1995 года армейские подразделения Азербайджана взяли штурмом штаб-квартиру ОПОН на окраине Баку, где находился Ровшан Джавадов. В результате чего при бегстве погиб сам Ровшан Джавадов и ещё 45 человек, среди которых 25 военнослужащих Национальной армии, 11 бойцов ОПОН, 2 полицейских и 7 гражданских лиц. Более 100 человек (в том числе гражданских лиц) были ранены.
Махиру Джавадову удалось сбежать из страны и получить политическое убежище в Австрии. В настоящее время проживает в городе Зальцбург, является одним из лидеров националистического движения «Свободный Азербайджан» и ведёт деятельность по сокрытию политических преступников от властей Азербайджана.